# Totatiche
Totatiche è un comune del Messico nello Stato di Jalisco.

## Economia
Nella zona di Totatiche si produce canna da zucchero, mais, agave, sorgo, ceci. Inoltre, si allevano maiali, pollame, capre e bovini.